# Verka Borisova
Verka Borisova (búlgar: Верка Борисова) (26 de febrer de 1955) és una exjugadora de voleibol de Bulgària. El seu cognom de casada és Stoyanova (Стоянова). Va ser internacional amb la Selecció femenina de voleibol de Bulgària. Va competir en els Jocs Olímpics d'Estiu de 1980 a Moscou en els quals va guanyar la medalla de bronze. Va jugar els cinc partits i va ser triada com a la millor col·locadora del campionat.